# Brücke von Langlois
Koordinaten: 43° 39′ 25″ N, 4° 37′ 16,1″ O

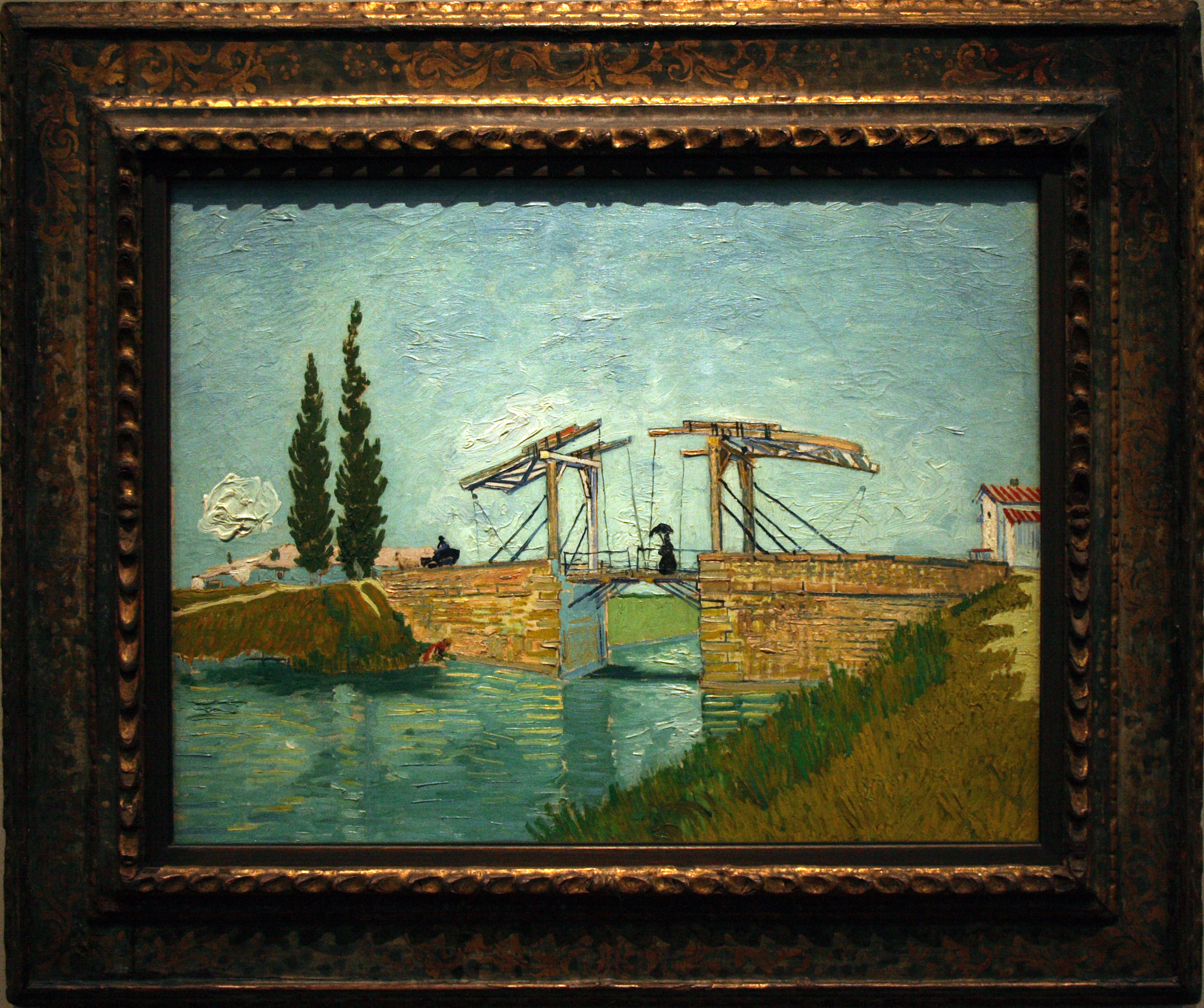
Das Bild des Wallraf-Richartz-Museums

Pont de Langlois, also eigentlich Langloisbrücke oder Brücke von Arles, war Ende des neunzehnten Jahrhunderts die gängige Bezeichnung einer hölzernen Klappbrücke bei Arles. Langlois hieß nämlich ihr Brückenwärter.
Weltbekannt wurde diese Brücke durch Vincent van Gogh, den sie wohl an seine Heimat erinnerte, als er sie zwischen Mitte März und Mitte Mai 1888 in mehreren Versionen zeichnete und malte. Auch auf einem seiner Bilder aus dem Jahr 1883 scheint bereits das Motiv „Zugbrücke“ auf (F 1098). Im Brief 488 schreibt er seinem Bruder: „Viele Motive sind im Charakter die gleichen wie in Holland.“ Die Bezeichnung der Brücke missinterpretierte der Künstler jedoch, da er die provenzalische Sprache kaum verstand: In den Briefen 469 und 488 nennt er sie Pont de l’Anglais (Brücke des Engländers), wodurch sich die Schreibweise Pont de l’Anglois gelegentlich bis heute erhielt, und ebenso die unglückliche Übersetzung ins Deutsche als Brücke von Langlois.
Seine Arbeit an diesem Motiv erbrachte neben Skizzen, Zeichnungen und einem Aquarell vier bedeutende Ölbilder. Nach einer frühen Skizze, die van Gogh seinem Freund Émile Bernard geschickt hatte (JH 1370 in B2), hatte er ein (vermutlich erstes) Gemälde begonnen, das allerdings missglückte und nur als Fragment erhalten blieb. Es zeigt bloß das Liebespaar, ein Thema das der Künstler (wohl zuletzt) in einer Rohrfederzeichnung der Brücke wieder aufnahm.
Das älteste der Ölbilder hängt heute im Kröller-Müller Museum (Otterlo, Niederlande); die anderen drei befinden sich im Van Gogh Museum (Amsterdam), im Wallraf-Richartz-Museum (Köln) und in Privatbesitz. Neben dem genannten Fragment in Öl sind fünf weitere Versionen des Sujets bekannt, nämlich ein Aquarell sowie Zeichnungen und Skizzen.

## Van Goghs Bilder

Die Brücke von Langlois
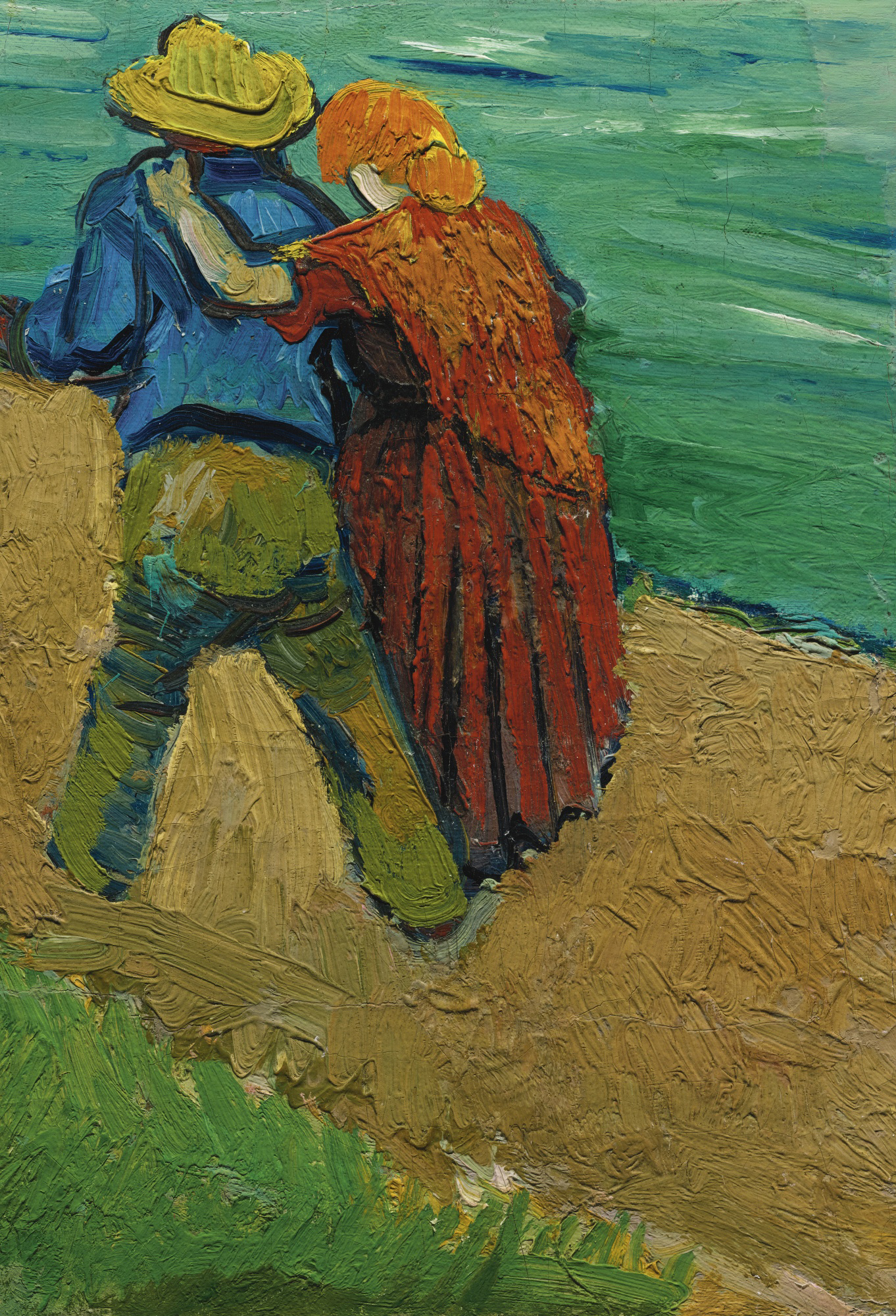
Liebespaar (Fragment, nach Skizze JH 1370, März, Privatbesitz)
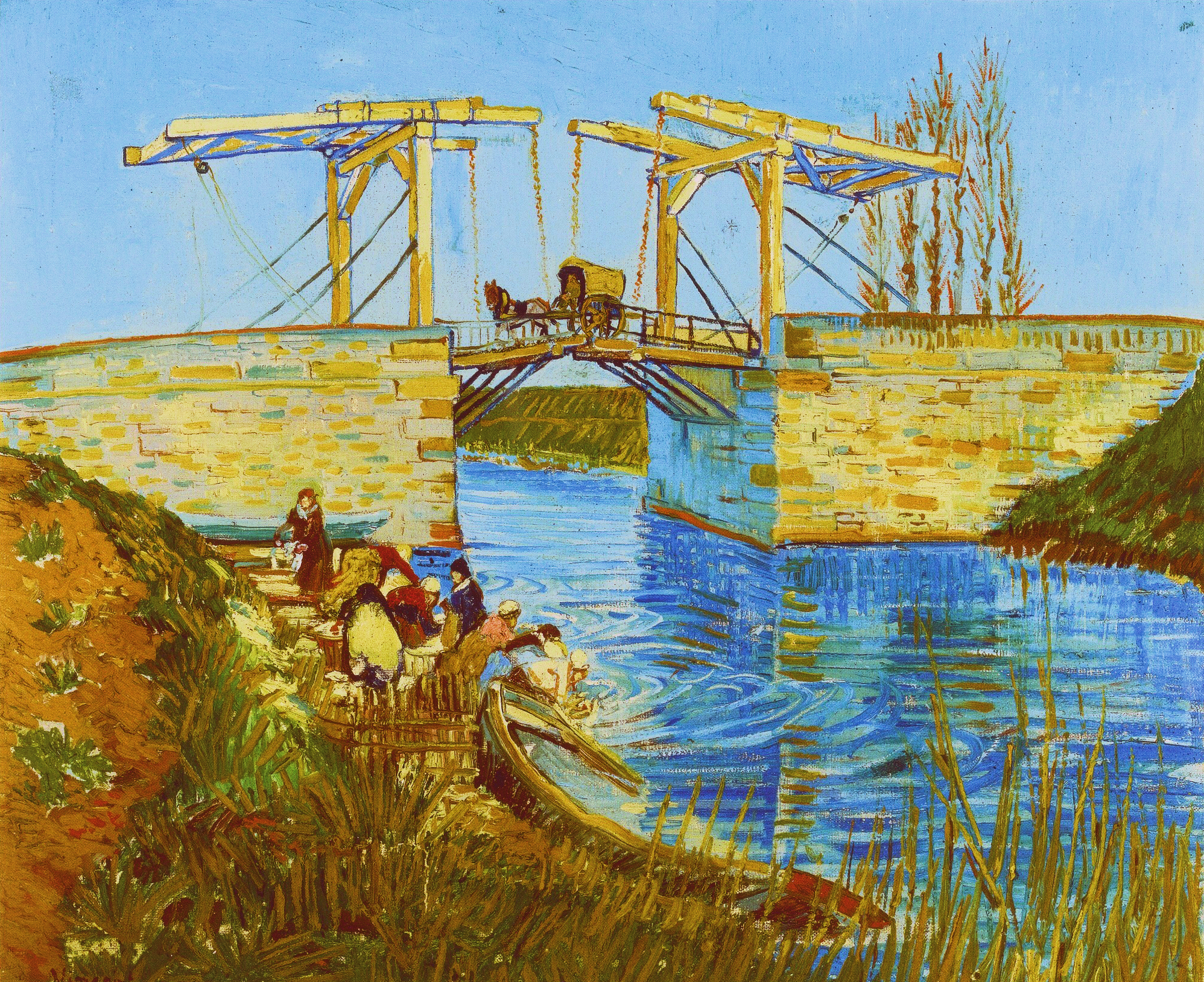
… mit Wäscherinnen (F 397, März, Kröller-Müller-Museum)
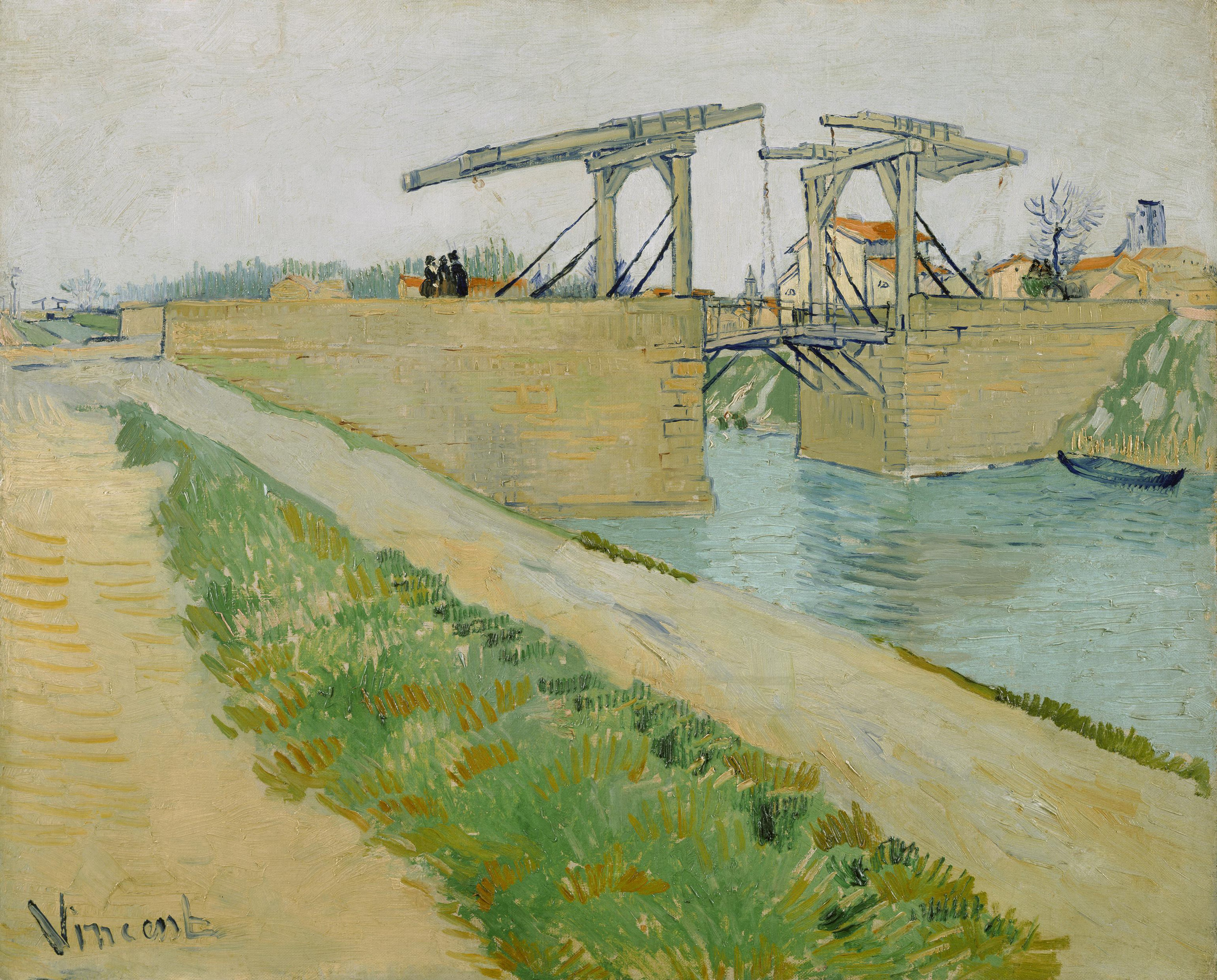
… mit Straße entlang des Kanals (F 400, März, Van-Gogh-Museum)
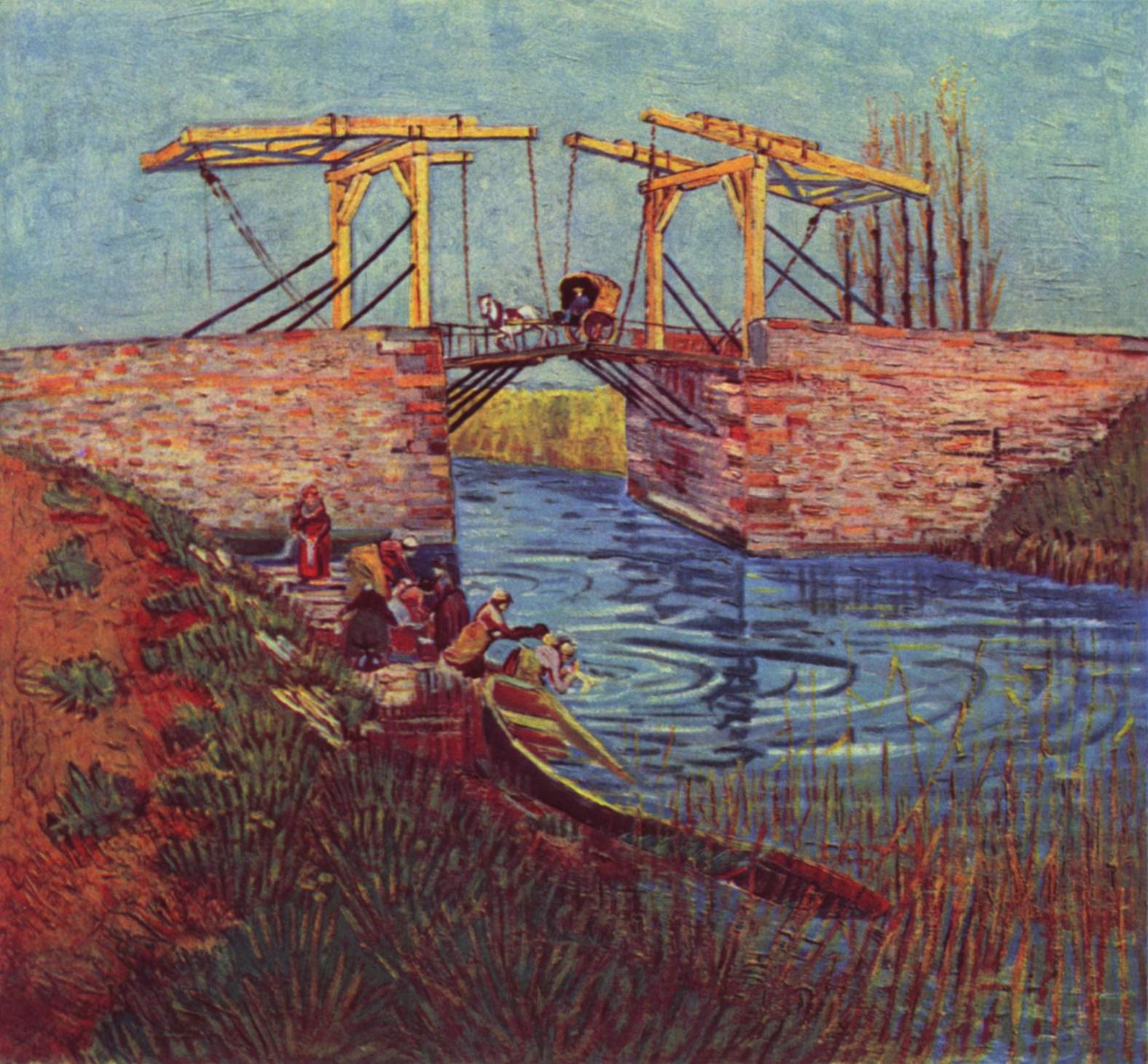
(F 571, April, Privatbesitz)
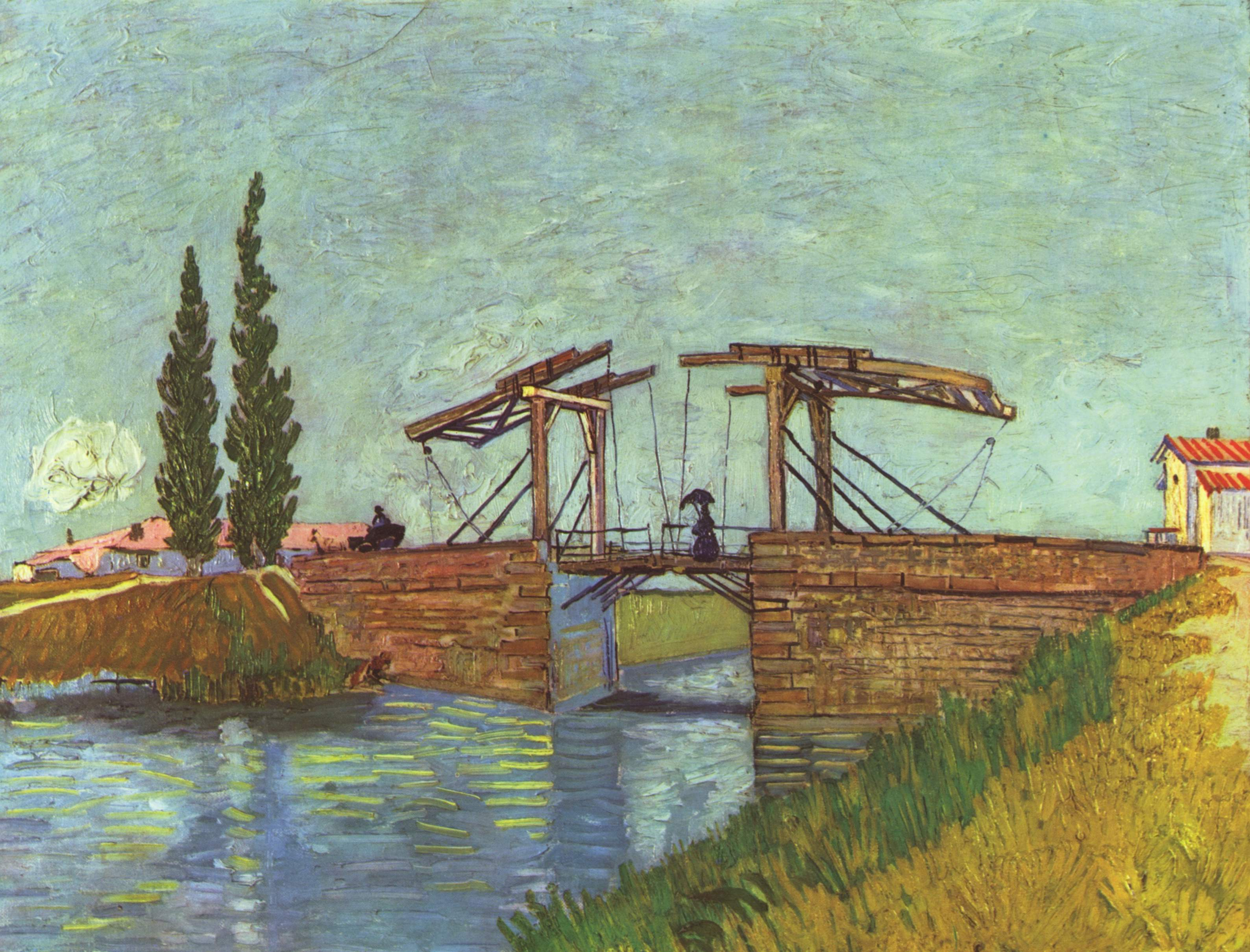
(F 570, Mai, Wallraf-Richartz-Museum)

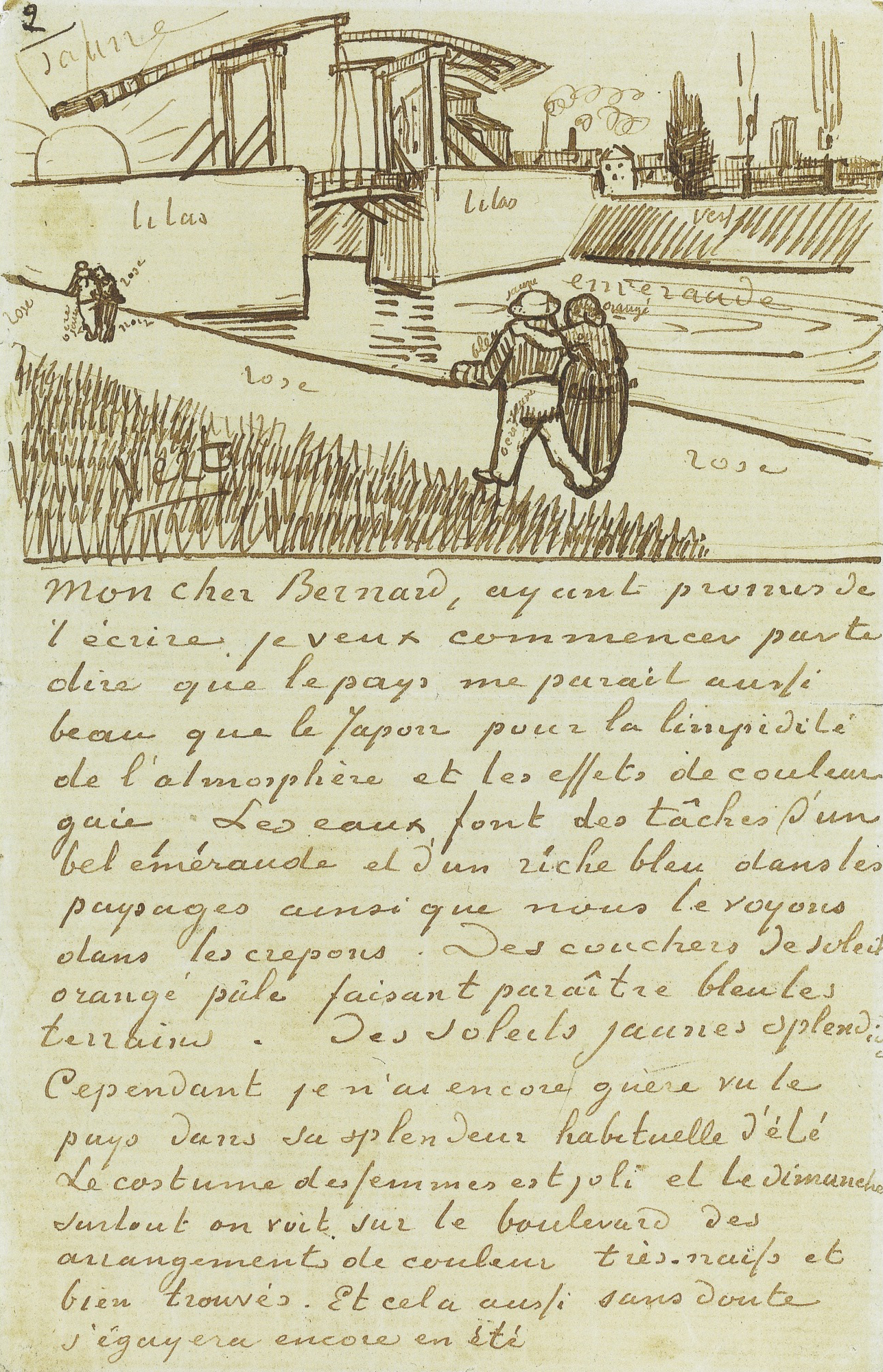
Briefskizze (JH 1370, Mitte März.)
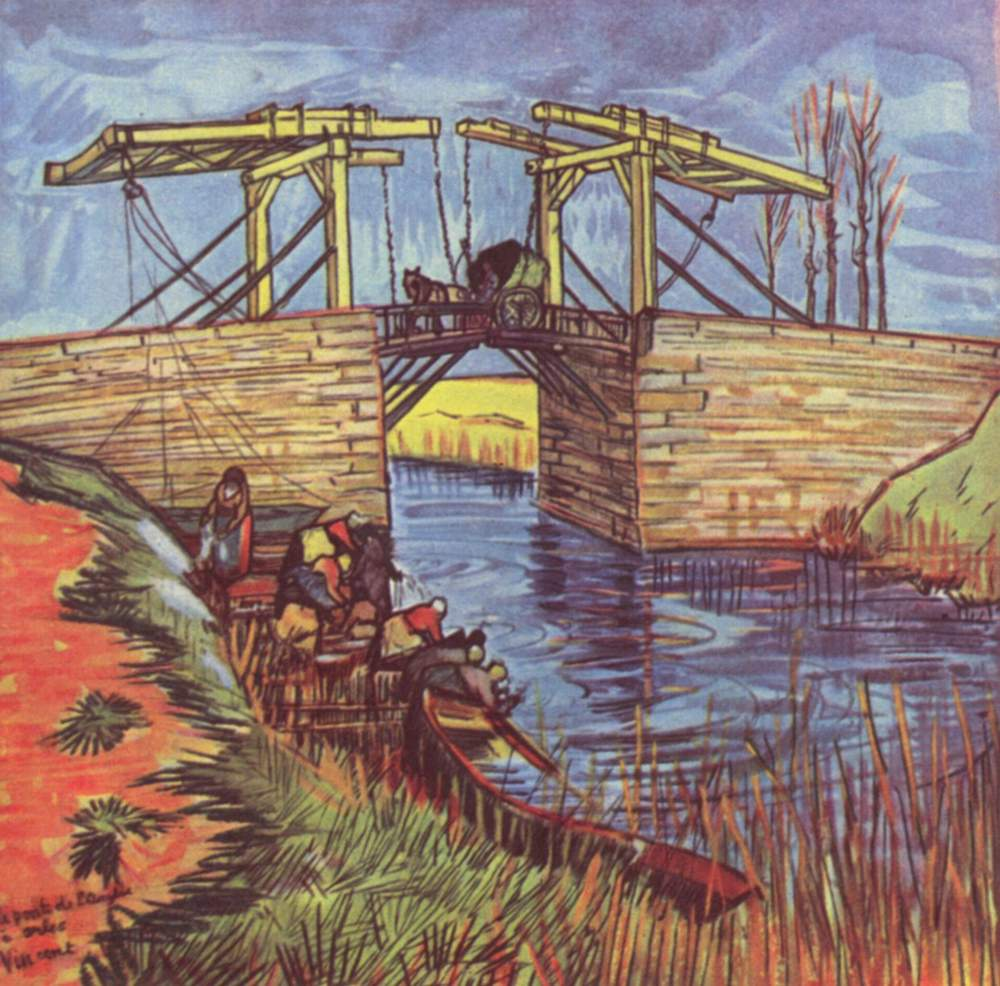
Aquarell (F 1480, April)
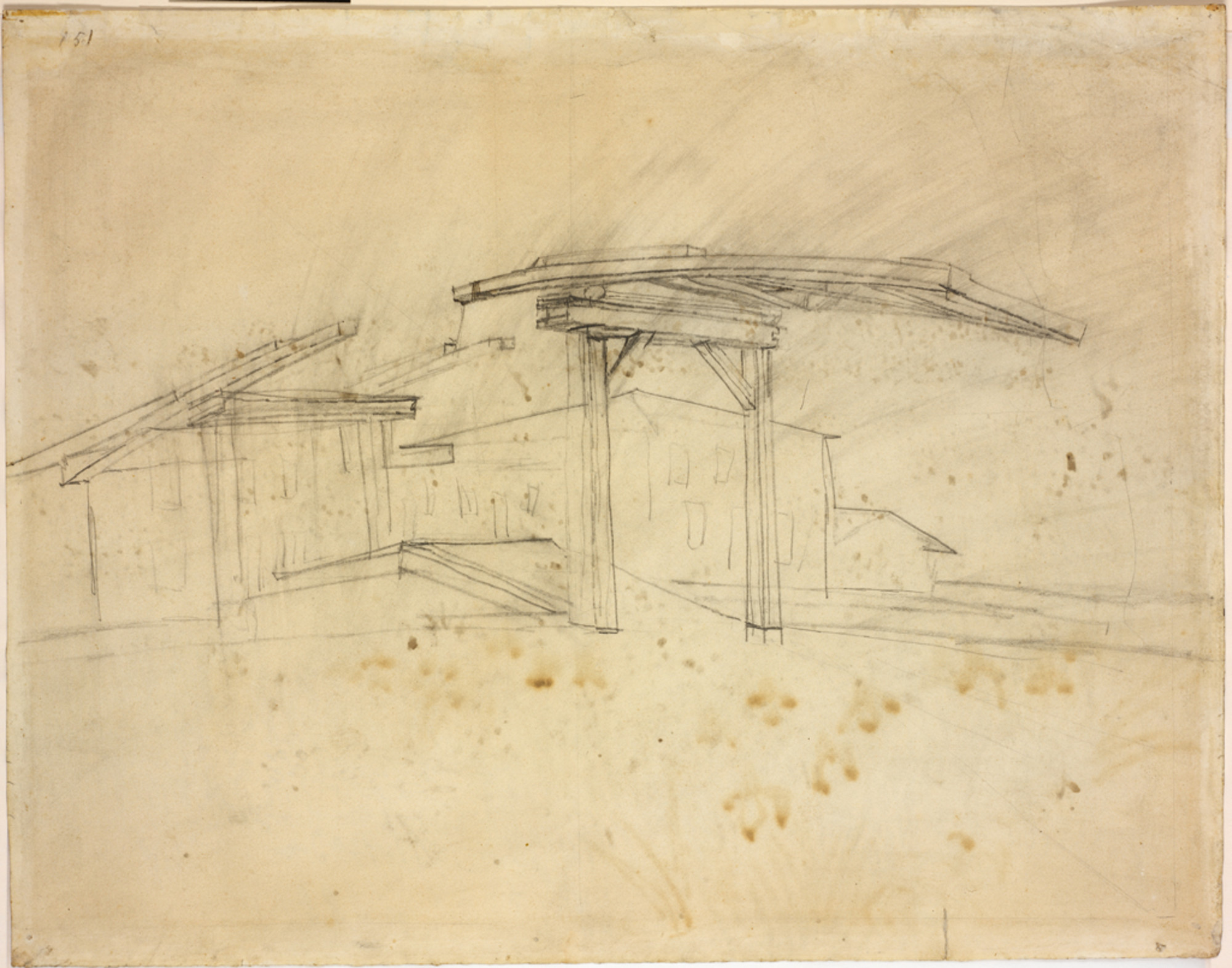
Studie (F 1416v, Mai)
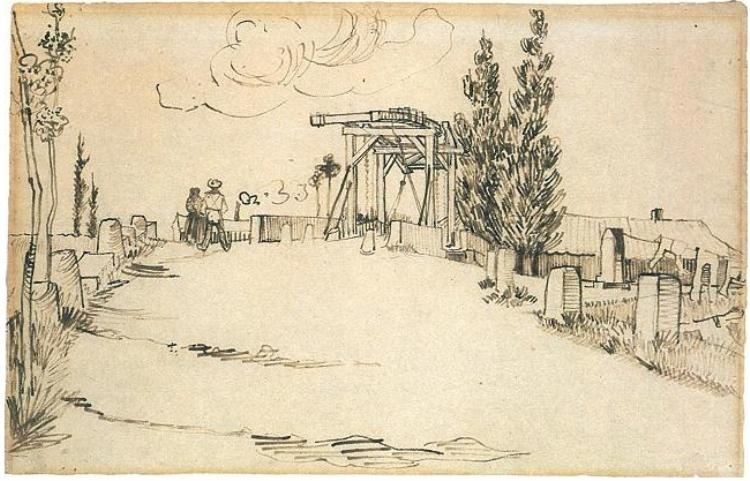
Rohrfederzeichnung (F 1470, Mai)
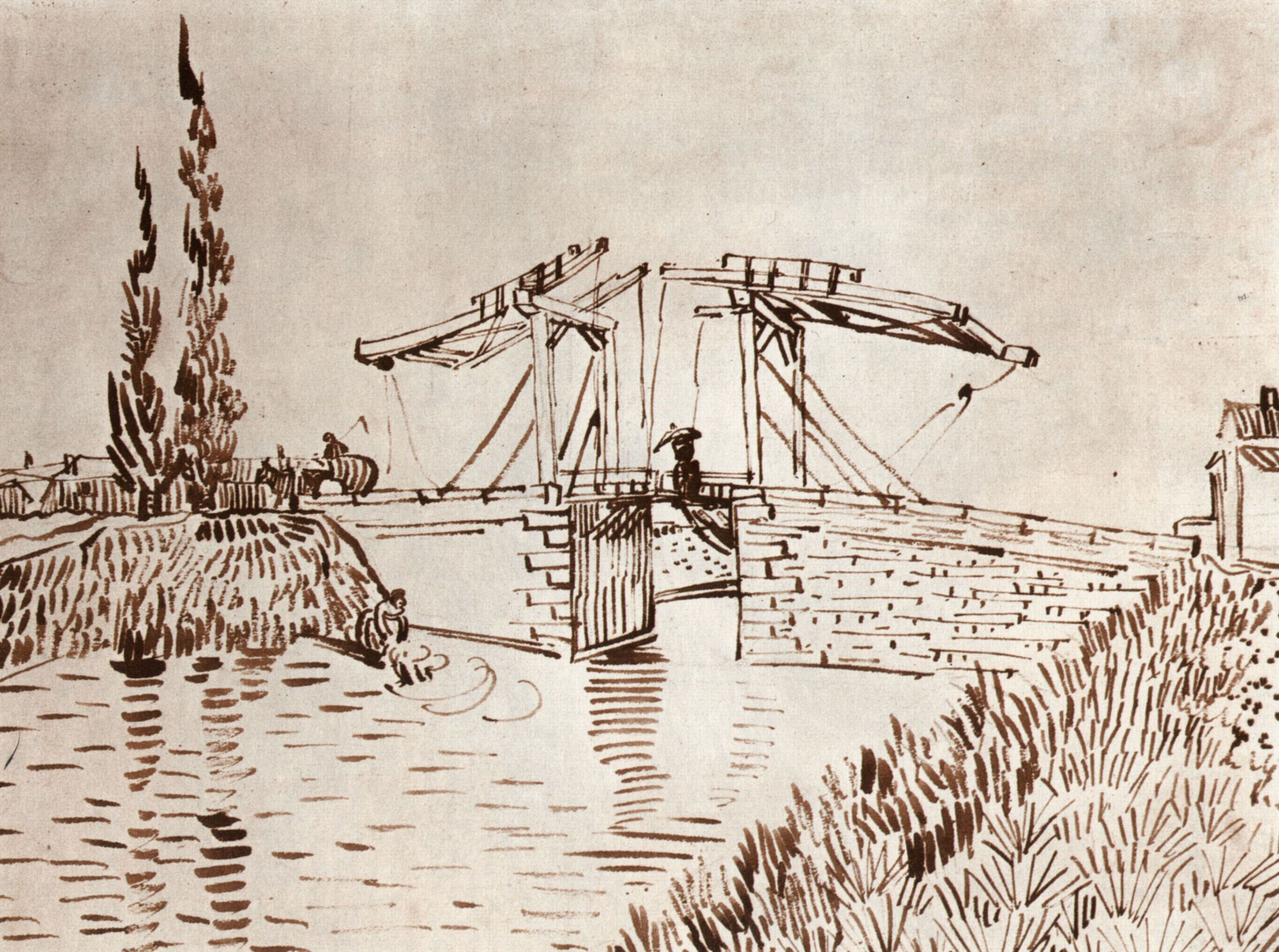
Zeichnung (F 1471, Mai)

## Die Brücke
Von den elf baugleichen Zugbrücken, die ein holländischer Ingenieur entlang des 1834 eröffneten Canal d’Arles à Bouc zwischen 1820 und 1830 errichtet hatte, überstand nur die von Fos-sur-Mer den Zweiten Weltkrieg. 1944 wurden, mit dieser Ausnahme, alle Brücken über den Kanal von deutschen Truppen zerstört. Die von van Gogh gemalte war jedoch bereits um 1930 durch eine Stahlbetonbrücke ersetzt worden.
Lage
Es gab 1888 bei Arles zwei Brücken über den Kanal, von denen die erste etwa 70, eine zweite rund 540 Meter von der Abzweigung des Kanals vom Fluss Rhone entfernt war, die damals neben der heutigen Straße N113 lag (Skizze).
Da im Hintergrund des Amsterdamer Ölbildes (F 400) am linken Bildrand eine Brücke und mittig die Kirchtürme von Saint-Césaire, Saint-Martin und Saint-Trophime erkennbar sind, hatte der Maler die südliche zum Thema. Beim späteren Umbau der Kanaleinfahrt, dem Schleusenkanal (canal de l'écluse) blieb nur diese erhalten.
Die heutige Van-Gogh-Brücke
Diese ist das einzige erhaltene Exemplar der ursprünglichen Konstruktionen. Sie wurde 1959 in Fos abgebaut, 1962 bei Arles aufgestellt und 1997 komplett restauriert. Zwar steht sie jetzt etwa zwei km Luftlinie südlich der ehemaligen Langlois-Brücke an der Rue Gaspard Monge, dafür aber etwas außerhalb der Stadt in einer Landschaft, die Ähnlichkeit mit der vom Maler so gerne gesehenen aufweist. Der Standort der echten Langlois-Brücke läge in längst verbautem Gebiet und wäre daher auch aus verkehrstechnischen Gründen nicht in Frage gekommen.

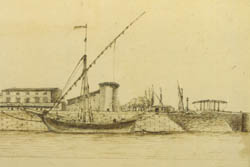
Langlois-Brücke, 19. Jh.
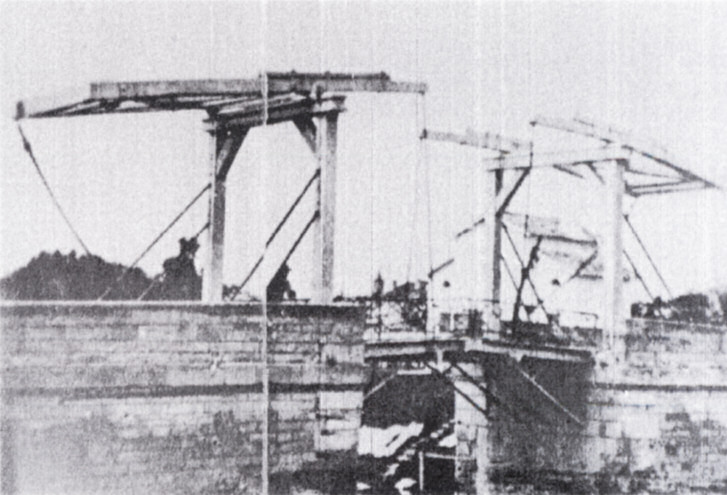
Langlois-Brücke, 1902
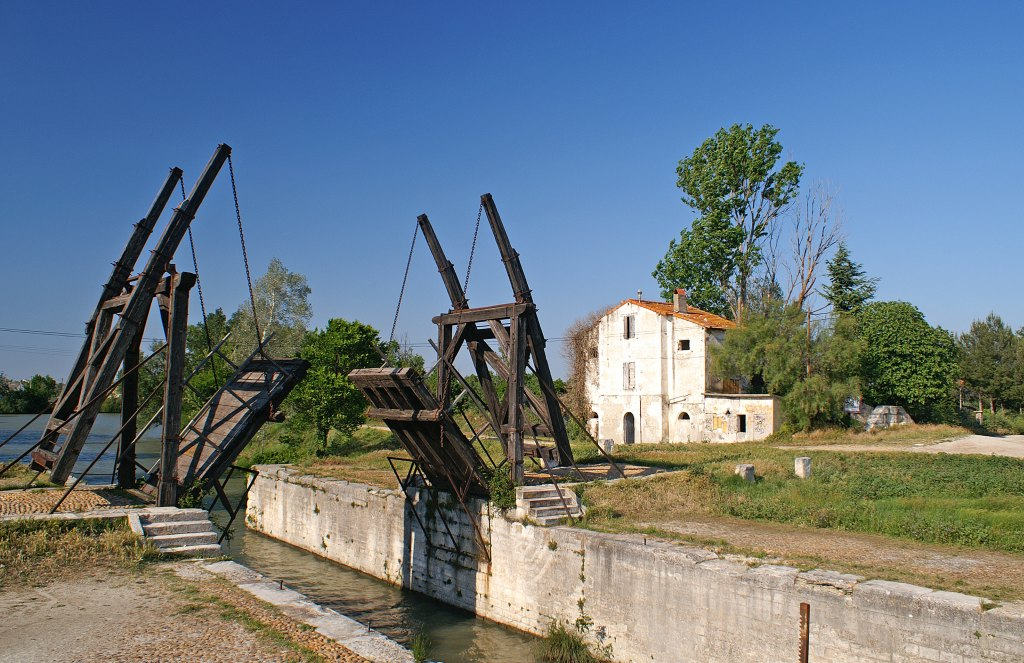
Van-Gogh-Brücke, 2007
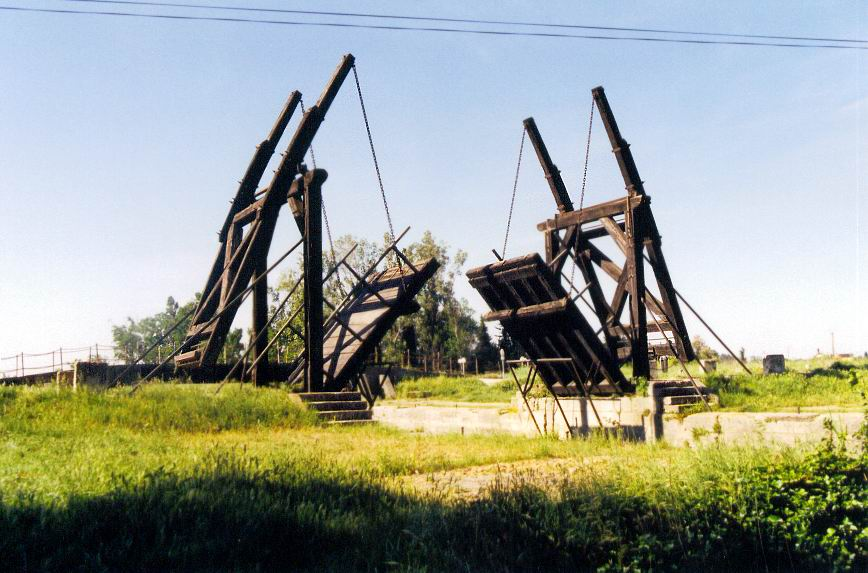
Van-Gogh-Brücke, 2003
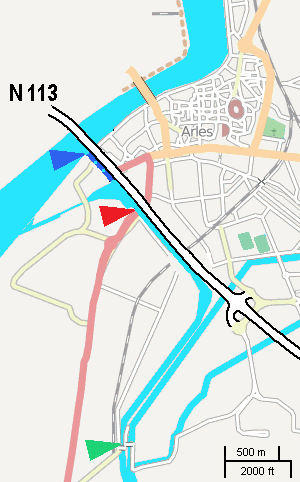
Langlois-Brücke (rot) und Van-Gogh-Brücke (grün); Kanaleinfahrt 1888 (blau).

Technische Daten
Die Brücke ist eine hölzerne symmetrisch aufgebaute Schwungrutenbrücke (Holländerbrücke), also eine Klappbrücke, mit geringen Anteilen an Metall (Ketten, Bolzen). Typisch sind die hoch liegenden Gegengewichte. Das Auflager ist aus Mauerwerk. Die beiden Brückenklappen sind jeweils vier Meter lang, überspannen also acht Meter. Ebenfalls vier Meter beträgt in geöffnetem Zustand die Durchfahrtsbreite zwischen den freien Enden der Brückenklappen. Die Pfeiler, auf denen die Schwungruten gelagert sind, haben eine Höhe von etwa fünf Metern, die Schwungruten sind 8,3 Meter lang.